# Twenty20 Cup 2006
Der Twenty20 Cup 2006 war die vierte Saison der englischen Twenty20-Meisterschaft. Sieger waren die Leicestershire Foxes, die sich im Finale in Trent Bridge mit 4 Runs gegen die Nottinghamshire Outlaws durchsetzten.

## Gruppenphase

### Midlands/Wales/West Division
Tabelle
| Midlands/Wales/West Division | Sp. | S | N | U | NR | P  | NRR    |
| ---------------------------- | --- | - | - | - | -- | -- | ------ |
| Gloucestershire Gladiators   | 8   | 6 | 2 | 0 | 0  | 12 | −0.394 |
| Northamptonshire Steelbacks  | 8   | 5 | 2 | 1 | 0  | 11 | +0.241 |
| Warwickshire Bears           | 8   | 4 | 3 | 0 | 1  | 9  | +0.468 |
| Glamorgan Dragons            | 8   | 3 | 4 | 0 | 1  | 7  | −0.163 |
| Somerset Sabres              | 8   | 2 | 5 | 1 | 0  | 5  | +0.289 |
| Worcestershire Royals        | 8   | 2 | 6 | 0 | 0  | 4  | −0.463 |

### North Division
Tabelle
| North Division          | Sp. | S | N | NR | P  | NRR    |
| ----------------------- | --- | - | - | -- | -- | ------ |
| Leicestershire Foxes    | 8   | 6 | 2 | 0  | 12 | +1.456 |
| Nottinghamshire Outlaws | 8   | 6 | 2 | 0  | 12 | +0.550 |
| Yorkshire Phoenix       | 8   | 4 | 3 | 1  | 9  | +0.746 |
| Lancashire Lightning    | 8   | 3 | 5 | 0  | 6  | +0.030 |
| Derbyshire Phantoms     | 8   | 2 | 5 | 1  | 5  | −1.334 |
| Durham Dynamos          | 8   | 2 | 6 | 0  | 4  | −1.481 |

### South Division
Tabelle
| South Division      | Sp. | S | N | NR | P  | NRR    |
| ------------------- | --- | - | - | -- | -- | ------ |
| Essex Eagles        | 8   | 6 | 2 | 0  | 12 | +0.535 |
| Surrey Lions        | 8   | 5 | 3 | 0  | 10 | +1.450 |
| Kent Spitfires      | 8   | 5 | 3 | 0  | 10 | −0.298 |
| Sussex Sharks       | 8   | 4 | 4 | 0  | 8  | −0.141 |
| Hampshire Hawks     | 8   | 3 | 5 | 0  | 6  | +0.009 |
| Middlesex Crusaders | 8   | 1 | 7 | 0  | 2  | −1.612 |

## Playoffs

### Viertelfinale
| 24. Juli Scorecard | Bristol | Surrey Lions 224-5 (20)    | – | Gloucestershire Gladiators 144 (18.5) |
|                    |         | Surrey gewinnt mit 80 Runs |   |                                       |

| 24. Juli Scorecard | Nottingham | Nottinghamshire Outlaws 213-6 (20)  | – | Northamptonshire Steelbacks 150-5 (20) |
|                    |            | Nottinghamshire gewinnt mit 63 Runs |   |                                        |

| 24. Juli Scorecard | Leicester | Kent Spitfires 153-5 (20)            | – | Leicestershire Foxes 156-1 (18) |
|                    |           | Leicestershire gewinnt mit 9 Wickets |   |                                 |

| 24. Juli Scorecard | Chelmsford | Essex Eagles 143-7 (20)     | – | Yorkshire Phoenix 149-5 (19.2) |
|                    |            | Essex gewinnt mit 5 Wickets |   |                                |

### Halbfinale
| 12. August Scorecard | Nottingham | Leicestershire Foxes 173-4 (20)    | – | Essex Eagles 150-9 (20) |
|                      |            | Leicestershire gewinnt mit 23 Runs |   |                         |

| 12. August Scorecard | Nottingham | Nottinghamshire Outlaws 176-6 (20)  | – | Surrey Lions 139 (19.1) |
|                      |            | Nottinghamshire gewinnt mit 37 Runs |   |                         |

### Finale
| 12. August Scorecard | Nottingham | Leicestershire Foxes 177-2 (20)   | – | Nottinghamshire Outlaws 173-8 (20) |
|                      |            | Leicestershire gewinnt mit 4 Runs |   |                                    |